# Fujikura
Fujikura Ltd. — глобальна компанія, яка займається виробництвом електрообладнання, розробкою та виробництвом систем енергопостачання та телекомунікаційних систем.

## Історія
Історія компанії починається в 1885 році, коли Зенпачі Фуджікура почав виробництво кабелів ізольованих шовком та бавовною.
Сім'ї Фуджікура належала досить велика ферма, але повсякденні повені призвели до зменшення щорічного врожаю щороку. Щоб покращити матеріальне становище сім'ї, Кумакічі Фуджікура, батько Зенпачі, спробував продати частину підприємств, що займались деревиною та річковим вантажним транспортом та залишити сільськогогосподарські підприємства, проте не зміг досягнути позитивних результатів для сім'ї.
Згодом, Зенпачі орендував водяні млини в Нумахаті і розпочав бізнес з полірування рису. Такий бізнес не приніс значного прибутку, а завод часто потерпав від стихійних лих. Тож, коли термін оренди минув у 1875 році, Зенпачі вирішив переїхати до Токіо і почати там новий бізнес у віці 33 років.
Після переїзду до Токіо в 1875 році життя Зенпачі було постійною боротьбою. Дефектна парова машина, придбана для запуску парообробки рису, призвела до трирічного судового позову та відмови від бізнесу.
У 1884 році Зенпачі створив аксесуар для догляду за волоссям і назвав його «Ichikawa» в честь знаменитого на той час актора Кабукі Даньюро Ічикава IX. Він попросив знаменитість рекламувати даний винахів під час його виступів, завдяки чому продукт почав мати широкий попит в усій Японії. Прибуток, отриманий від цього успіху, забезпечив наявність початкового капіталу для електропровідного бізнесу Зенпачі Фуджікура, який було започатковано в 1885 році з виготовлення шовкових і бавовняних ізольованих обмоткових дротів.
Перший завод з виробництва шовково-бавовняно-ізольованого обмотувального дроту почав працювати в лютому 1885 року в Авадзі-чо, Канда та налічував 12 працівників, у тому числі самого Зенпачі Фуджікура, його дружину Іні Фуджікура та Харукічі Фуджікура. Приміщення, у якому був розташований завод, також використовувалося як будинок для сім'ї Фуджікура та складався зі трьох кімнат і майстерні з дерев'яною підлогою.
У вересні 1890 року Фуджікура купив землю в Сендагаї, Токіо, і побудував новий завод загально площею 330 кв. м. Завод розпочав виготовлення гумо-ізольованих кабелів з допомогою водяного млина, діаметр якого становив 5,4 м.
Завод в Сендагаї був перенесений в інше приміщення у червні 1896 року загальною площею 3300 кв. м. Незважаючи на велику площу приміщення, Зенпачі вирішив купити його, передбачаючи розширення бізнесу в майбутньому. Ця покупка дозволила завершити весь процес виготовлення ізольованого кабелю в одній майстерні та різко збільшити виробничу потужність.
У липні 1897 року Зенпачі відправив свого племінника Кензо Окада до США, щоб він навчився використовувати технологію виготовлення ізольованого кабелю. Кензо Окада повернувся в серпні 1900 року і зіграв найважливішу роль в технологічному розвитку Компанії. У 1901 році було засновано підприємство, назване Fujikura Electric Wire & Rubber Co., Ltd., а пізніше в 1910 році — Fujikura Electric Wire Ltd., щоб розширити масштабність виробництва електричних кабелів.

## Представництва та виробничі відділення
Загальна кількість працівників у всьому світі — 52409 осіб, станом на середину 2013 р.
Разом із представницькими відділеннями (англ. Consolidated Companies) Fujikura має:
- Головний офіс та 21 виробниче та представницьке відділення в Японії;
- 13 виробничих та представницьких відділень в Азії;
- 30 виробничих та представницьких відділень в Америці;
- 13 виробничих та представницьких відділень в Китаї;
- 21 виробниче та представницьке відділення в Європі та Північній Африці.